# Saint-Riquier

Saint-Riquier este o comună în departamentul Somme, Franța. În 1 ianuarie 2022 avea o populație de 1.268 de locuitori.